# Мали Вршачки рит
Мали Вршачки рит се простире североисточно од Вршца, од саме градске зоне до села Велико Средиште и северозападно од Вршачких планина, са којима чини јединствену еколошку, структурну и функционалну целину и хранидбену базу за многе врсте.

## Одлике подручја
По облику је дугуљасто, затворено удубљење дужине 11 км и ширине око 2 км, правца југозапад-североисток, на надморској висини између 80 и 90 м.
Мали вршачки рит је веома особено станиште, другачије од већине водених и влажних подручја у Србији. И поред обимних хидромелиоративних захвата у прошлости, није преведен у обрадиво земљиште. Одликују га суве и влажне ливаде, баре и тршћаци, са карактеристичним представницима живог света.

## Живи свет
У овом сегменту посебно издвајају угрожене врсте биљака и животиња. Због наведених вредности, ово станиште је предмет све већег интересовања орнитолога из Србије и околних држава. Досад је забележено присуство чак 176 врста птица. На стаблима тополе се гнезде соко ластавичар, ветрушка, сива врана, степски соко, голуб гривнаш и ћук.

## Угроженост
Постоје бројни фактори коју угрожавају природне вредности Малог вршачког рита, а међу најдрастичнијима су: уништавање станишта и промена намене простора, угрожавање биодиверзитета, неконтролисан лов, недовољна свест грађана и доносилаца одлука о значају заштите Малог рита. Поред свега, тренутно највећи фактор угрожавања је одсуство мера активне заштите на овом подручју.
Због одсуства заштите, ово подручје је било и остало на удару многих корисника. Током последњих 20 година, велики део је посечен. У централном делу подручја, налази се потез од око 300 хектара у коме је раније било неколико хектара шума. Данас је ту преостало само 9 стабала тополе.

## Мере заштите
Посматрањем подручје|подручја дошло се до закључка да би за опоравак екосистема, добра мера била ревитализација станишта и садња вишегодишњих садница аутохтоних врста.
Новембра 2011. године, волонтери Природњачког друштва „Геа“, посадили су 85 садница белог јасена у Малом риту. Овако ревитализован део шумског станишта ће за 15 – 20 година дати пун ефекат, повећањем избора места за гнежђење, а многе животиње би ту нашле склониште.

## Стављање подручја под заштиту
Парк природе „Мали Вршачки рит“ је изузетно важно подручје. Завод за заштиту природе Србије предложио је Мали вршачки рит за заштиту, као парк природе II категорије – природно добро од великог значаја, односно Подручје за управљање врстама и стаништима (IV Habitat/Species Management Area). Заједно са Вршачким планинама, Мали рит је у границама једног од 42 подручја значајних за птице (IBA — Important Bird Area) у Србији.
Одлука о заштити Малог Вршачког рита чекала се од 2008. године на усвајање. На седници Скупштине општине Вршац 2013. године коначно је усвојена одлука о стављању Малог Вршачког рита под заштиту.